# Margareta av Ungern
Margareta av Ungern, född 1175, död efter 1223, var en bysantinsk kejsarinna, markisinna av Monferrato och drottning av Thessalonica, gift med kejsar Isak II Angelos, Markis Bonifatius av Monferrato, kung av Thessalonica, och Nicholas de St. Omer. Hon var regent i Thessalonica 1207-1216. 

## Biografi
Margareta blev bortgift med Isak 1186 som en del av en allians mellan Bysans och Ungern. Vid giftermålet konverterade hon till den ortodoxa tron och fick namnet Maria. År 1195 blev maken avsatt, bländad och fängslad. Det finns ingen information kring hur Margareta levde under sin mans fångenskap. 
1203 återuppsattes Isak återigen på tronen, men året därpå avsattes han i och med plundringen av Konstantinopel. Då stadens palats delades ut till segrarna upptäckte en av korsfararna, Bonifatius av Monferrato, att Margareta gömde sig i det palats han hade fått sig tilldelat. Senare samma år återgick hon till katolicismen och gifte sig med Monferrato. Då det bysantinska riket delades upp mellan segrarna blev Monferrato kung i Thessalonica. 

### Regent
Monferrato dog 1207 och tronen skulle enligt hans testamente ärvas av hans son med Margareta, Demeitrius, med Margareta som förmyndarregent. Baronerna gjorde dock uppror och bildade ett eget förmyndarråd. Då den latinske kejsaren av Konstantinopel besökte riket, bad Margareta honom om hjälp, och han förjagade då kuppmakarna. 1216 förlorade hon återigen makten i en motkupp. Hon bad återigen kejsaren om hjälp, men då han anlände avled han under misstänkta omständigheter. Margareta lämnade nu sin son och återvände till Ungern, där hon gifte sig med Nicholas de St. Omer. 